# Sandro Cruz
Sandro Plínio Rosa da Cruz (* 12. května 2001, Braga) je angolský fotbalový obránce a reprezentant narozený v Portugalsku, od července 2025 hráč slovenského klubu ŠK Slovan Bratislava. Nastupuje na pozici levého obránce. Jeho otec Filipe hrál házenou a bratr Stélvio je fotbalista, je věřící.

## Klubová kariéra
Narodil se v Portugalsku, kde začal svoji fotbalovou kariéru v mužstvu SC Braga.

## Klubové statistiky
Aktuální k 27. červnu 2025
| Sezona    | Klub                 | Soutěž                | Zápasy | Góly |
| --------- | -------------------- | --------------------- | ------ | ---- |
| 2020/2021 | Benfica Lisabon B    | LP SABSEG             | 10     | 0    |
| 2021/2022 | Benfica Lisabon      | Liga Portugal Bwin    | 2      | 0    |
| 2022/2023 | GD Chaves (host.)    | Liga Portugal Bwin    | 13     | 0    |
| 2023/2024 | GD Chaves            | Liga Portugal Betclic | 24     | 1    |
| 2024/2025 | Gil Vicente FC       | Liga Portugal Betclic | 25     | 0    |
| 2025/2026 | ŠK Slovan Bratislava | Niké liga             |        |      |

## Reprezentační kariéra

### Reprezentační zápasy
Zápasy Sandra Cruza v A-týmu angolské reprezentace
| 2024                | 7 | 0 |
| Celkem              | 7 | 0 |
| Platí k 27. 6. 2025 |   |   |